# 가토 렌
가토 렌(일본어: 加藤 蓮, 1999년 12월 28일~)는 일본의 축구 선수이다.

## 구단 경력
그는 2022년 J2리그의 도쿄 베르디에 입단했다. 2023년까지 69경기에 출전하여, 5득점을 넣었다. 2024년 J1리그의 요코하마 F. 마리노스로 이적했다.